# Liguilla Pre-Sudamericana 2014 (Chile)
La Liguilla Pre-Sudamericana 2014 fue una liguilla de definición, en el cual participaron 4 equipos, disputando en partidos de ida y vuelta, para determinar al cuadro que obtendría el 4.º cupo chileno, para el torneo internacional mencionado.
El club que resultó campeón fue Cobresal, luego de vencer a Palestino, por un marcador global de 3-2, acompañando a los clasificados Deportes Iquique, Huachipato y Universidad Católica.

## Equipos participantes
| Equipo                    | Vía de clasificación                  |
| ------------------------- | ------------------------------------- |
| Universidad de Concepción | Cuarto lugar del Torneo Clausura 2014 |
| Palestino                 | Quinto lugar del Torneo Clausura 2014 |
| Cobreloa                  | Octavo lugar del Torneo Clausura 2014 |
| Cobresal                  | Décimo lugar del Torneo Clausura 2014 |

|  | Semifinal                 | Semifinal                 | Semifinal | Semifinal | Semifinal |   |          | Final    | Final | Final | Final | Final |
|  |                           |                           |           |           |           |   |          |          |       |       |       |       |
|  | Universidad de Concepción | Universidad de Concepción | 0         | 2         | 2         |   |          |          |       |       |       |       |
|  | Cobresal                  | Cobresal                  | 0         | 3         | 3         |   |          |          |       |       |       |       |
|  |                           |                           |           |           |           |   | Cobresal | Cobresal | 2     | 1     | 3     |       |
|  |                           | Palestino                 | Palestino | 0         | 2         | 2 |          |          |       |       |       |       |
|  | Palestino                 | Palestino                 | 1         | 4         | 5         |   |          |          |       |       |       |       |
|  | Cobreloa                  | Cobreloa                  | 0         | 0         | 0         |   |          |          |       |       |       |       |

## Desarrollo

### Semifinales
| 30 de abril de 2014, 16:00 | Cobresal | 0:0     | Universidad de Concepción | El Cobre, El Salvador                                   |                                                         |
|                            |          | Reporte |                           | Asistencia: 305 espectadores Árbitro(s): Carlos Rumiano | Asistencia: 305 espectadores Árbitro(s): Carlos Rumiano |

| 4 de mayo de 2014, 15:30 | Universidad de Concepción | 2:3 (1:1) (Global 2:3) | Cobresal                                  | Municipal, Yumbel                                        |                                                          |
|                          | Cabral 19' · Muñoz 75'    | Reporte                | 22' Salinas · 59' Navarro · 90+3' Cantero | Asistencia: 1.700 espectadores Árbitro(s): Enrique Osses | Asistencia: 1.700 espectadores Árbitro(s): Enrique Osses |

| 30 de abril de 2014, 19:30 | Cobreloa | 0:1 (0:0) | Palestino | Calvo y Bascuñan, Antofagasta                              |                                                            |
|                            |          | Reporte   | 49' Ramos | Asistencia: 1.417 espectadores Árbitro(s): Christian Rojas | Asistencia: 1.417 espectadores Árbitro(s): Christian Rojas |

| 4 de mayo de 2014, 12:00 | Palestino                             | 4:0 (1:0) (Global 5:0) | Cobreloa | Municipal, La Cisterna                                    |                                                           |
|                          | Duma 37', 75' · Ramos 64' · López 68' | Reporte                |          | Asistencia: 2.028 espectadores Árbitro(s): Patricio Polic | Asistencia: 2.028 espectadores Árbitro(s): Patricio Polic |

### Final
| 7 de mayo de 2014, 15:30 | Cobresal                    | 2:0 (1:0) | Palestino | El Cobre, El Salvador                                   |                                                         |
|                          | Cantero 14' · Maldonado 88' | Reporte   |           | Asistencia: 964 espectadores Árbitro(s): Julio Bascuñán | Asistencia: 964 espectadores Árbitro(s): Julio Bascuñán |

| 11 de mayo de 2014, 12:00 | Palestino                     | 2:1 (1:0) (Global 2:3) | Cobresal    | Municipal, La Cisterna     |                            |
|                           | Carvajal 45+4' · Riquelme 58' | Reporte                | 67' Salinas | Árbitro(s): Eduardo Gamboa | Árbitro(s): Eduardo Gamboa |

## Ganador
|                                         |
| Ganador Cobresal                        |
| Clasificado a la Copa Sudamericana 2014 |

| Predecesor: Liguilla Pre-Sudamericana 2007 | Liguilla Pre-Sudamericana 2014 | Sucesor: Liguilla Pre-Sudamericana Clausura 2015 |

- Datos: Q17620051